# Luciano Rabottini
Luciano Rabottini (* 23. Januar 1958 in Beyne-Heusay, Belgien) ist ein ehemaliger italienischer Radrennfahrer.

## Sportliche Laufbahn
Rabottini war im Straßenradsport aktiv. Als Amateur gewann er einige Eintagesrennen in Italien, so die Coppa San Sabino 1978 und den Gran Premio San Basso 1980.
Von 1981 bis 1990 war er Berufsfahrer. Sei bedeutendster Erfolg war der Gesamtsieg im Etappenrennen Tirreno–Adriatico 1986 vor Francesco Moser. 1983 war er im Gran Premio Industria e Commercio di Prato erfolgreich. 1989 gewann er den Giro di Campania vor Franco Ballerini. Bei Tirreno–Adriatico 1986 gelang ihm ein Tageserfolg. Dritter wurde Rabottini im Giro del Piemonte 1981 sowie im Rennen Ruota d’Oro 1982. 
Den Giro d’Italia bestritt er neunmal. Er wurde 1981 77., 1982 44., 1983 63., 1984 67., 1985 61., 1986 86., 1988 53., 1989 94. und 1990 96. der Gesamtwertung.